# Івахнюк Василь Степанович
Василь Степанович Івахнюк (нар. 6 вересня 1966, с. Голинь, Івано-Франківська область, УРСР) — радянський та український футболіст, півзахисник.

## Життєпис
Вихованець ДЮСШ міста Калуш, перший тренер — М. Констанкевич. Футбольну кар’єру розпочав в аматорському клубі «Колос» (Голинь). У 1988 році прийняв запрошення від «Прикарпаття» (Івано-Франківськ). Потім виступав в аматорських клубах «Нафтовик» (Долина) та «Галичина» (Броснів-Осада). 15 вересня 1992 року дебютував у чемпіонаті України в складі стрийської «Скали». 24 жовтня 1993 року був внесений до заявки на матч між львівськими «Карпатами» та сімферопольською «Таврії», але на полі так і не з’явився. В липні 1994 року перейшов до хмельницького «Поділля». На початку 1996 року виїхав до Молдови, де захищав кольори першолігової «Олімпія» (Бєльці). Потім повернувся до хмельницького «Поділля». З 1998 по 2001 рік виступав у складі друголігового «Нафтовика» (Долина), після чого закінчив кар'єру гравця.